# Salvelinus krogiusae
Salvelinus krogiusae is een straalvinnige vissensoort uit de familie van de zalmen (Salmonidae). De wetenschappelijke naam van de soort is voor het eerst geldig gepubliceerd in 1993 door Glubokovsky, Frolov, Efremov, Ribnikova & Katugin.